# ヴァルプルガの詩
『ヴァルプルガの詩』（ヴァルプルガのうた）は、3Daisyより2015年3月26日に発売されたWindows Vista/7/8用コンピュータゲーム。
2015年12月23日にはPlayStation VitaとPlayStation Portableの移植版が発売された。

## 解説
ヴァルプルギスの夜をモチーフに、吸血鬼と人狼の争いに巻き込まれるヒロインを描いたゴシック調の乙女ゲーム。

## あらすじ
4月半ば、塞ノ市にある私立坂上学園高等学校の2年生のクラスに、時季外れの転校生がやってきた。
そのクラスに在籍していた少女・泉 詩生は、その日の夕方、古びた洋館に立ち寄り、転校生とそっくりな人物に襲われた。
その人物は、「自分の伴侶となるか、餌食となるかを選べ」と彼女に告げた。
困り果てた彼女のところに、"山の守り人"こと人狼の一族の二人組がやってきて、窮地を救った。
冬と春の境の祭り・ヴァルプルギスの夜が近づく中、彼女を取り巻く環境は著しく変化していった。

## 登場人物
泉 詩生（いずみ しお）
本作の主人公。私立坂上学園高等学校の二年生。しっかりしていて前向きだが、犬嫌い。
泉 蘇芳（いずみ すおう）
声 - 平川大輔
詩生の兄。地元の病院に医師として勤務する傍ら、月に二度私立坂上学園高等学校に校医として来訪する。

### 人狼一族
大神 虎丸（おおがみ とらまる）
声 - 小野友樹
塞ノ山一帯を守る人狼一族の長の名代で、愛称はトラ。狼の時は白い毛色が特徴である。
考える前に手を出してしまうタイプで、杜松から攻撃しかできないタイプと評されている。
大神 龍丸（おおがみ りゅうまる）
声 - 小野賢章
虎丸の双子の弟で、愛称はリュウ。いつも猫耳のような帽子をかぶっている。狼の時は兄同様白い毛色である。
治療を得意とする一方、杜松から攻撃が苦手であることを指摘されている。兄に付随する形で名代の座に就いたことにコンプレックスを抱いている。

#### 牙
人狼一族の精鋭部隊で、大神兄弟の部下にあたる。幼少時の力量によって牙に入ることができ、一族の長の候補生でもある。
杜松
声 - 前田剛
人間形態は赤毛にサングラスの男性。狼の時は赤い毛が特徴である。
牛尾
声 - 興津和幸
人間形態はスーツを着こなした男性。
沙流太
声 - 津田拓
人間形態はパンク調の服装をした小柄な男性。
巳斗
声 - 木村昴
宇佐
声 - 榎木淳弥
人間形態は和ゴスを思わせるような服装をした人物だが、実際は男性である。また、狼の耳とオッドアイが特徴。

### 吸血鬼
謎の青年
声 - 柿原徹也
詩生のクラスに転入してきた美貌の転校生で、志賀喬と名乗っている。正体は吸血鬼。
ジーク
声 - 岸尾だいすけ
喬の協力者。

## スタッフ
- キャラクターデザイン・原画：スズケン
- シナリオ：トム